# Teodomiro Leite de Vasconcelos
Teodomiro Alberto Azevedo Leite de Vasconcelos (* 4. August 1944 in Arcos de Valdevez, Portugal; † 29. Januar 1997 in Johannesburg, Südafrika) war ein mosambikanischer Schriftsteller und Journalist.
Leite de Vasconcelos kam im Jahr seiner Geburt nach Mosambik und erhielt die mosambikanische Staatsbürgerschaft. Er verbrachte seine Kindheit in Beira und studierte später Sozialwissenschaft in Lourenço Marques. Er begann seine Karriere als Radiojournalist beim Radiosender Rádio do Aeroclube da Beira. Ab 1969 arbeitete er für den Sender Rádio Clube de Moçambique. Da er sich politisch gegen das Kolonialregime engagierte, musste er 1972 das Land verlassen und ging nach Portugal. Auch dort setzte er sich für die Opposition ein. So gründete er im katholischen Radiosender Rádio Renascença das Programm „Limite“, in dem er am 25. April 1974 die erste Strophe des Liedes „Grândola, Vila Morena“ von José Afonso verlas und das Lied danach spielte. Dies war als Startsignal für die Nelkenrevolution vereinbart worden.
Nach der Unabhängigkeit Mosambiks von Portugal kehrte er 1975 nach Mosambik zurück und arbeitete als Journalist für das Radio und für zahlreiche mosambikanische Zeitschriften. Neben seiner journalistischen Tätigkeit arbeitete er als Lehrer, Schauspieler und politischer Kommentator. Von 1981 bis 1988 war er Leiter des staatlichen Rundfunksenders Rádio Moçambique. Außerdem war er Leitungsmitglied der nationalen Journalistenvereinigung und des mosambikanischen Schriftstellerverbands Associação dos Escritores Moçambicanos.
Leite de Vasconcelos starb 1997 nach schwerer Krankheit in Johannesburg.
Der Film O Gotejar da Luz von Fernando Vendrell war 2001 eine Verfilmung seiner gleichnamigen Erzählung.

## Werke
- Irmão do Universo, Maputo, Associação dos Escritores Moçambicanos, 1994 – (Gedichte)
- Resumos, Insumos e Dores Emergentes, Maputo, Associação dos Escritores Moçambicanos, 1997 – (Gedichte, postum)
- Pela Boca Morre o Peixe, Maputo, Associação dos Amigos de Leite de Vasconcelos, 1999 – (Chroniken, postum)
- As Mortes de Lucas Tadeu, Coimbra, Cena Lusófona, 2000 – (Theaterstück, postum)
- A Nona Pata da Aranha, Maputo, Promédia, 2004 – (Erzählungen, postum)

Seine Erzählung O Gotejar da Luz wurde 2001 von Fernando Vendrell verfilmt.